# Francesca Giannone
Francesca Giannone (Lecce, 1982) è una scrittrice italiana vincitrice del Premio Bancarella 2023.

## Biografia
Dopo la laurea in scienze della comunicazione, ha studiato al Centro sperimentale di cinematografia a Roma, dopodiché si è trasferita a Bologna, dove ha curato la catalogazione dei trentamila volumi dell'Associazione Luigi Bernardi e ha frequentato i corsi di Bottega Finzioni.
Nel 2023 viene pubblicato il suo primo romanzo, La portalettere, caso editoriale che ha venduto quattrocentomila copie in un anno, diventando il romanzo italiano più venduto del 2023 e poi anche del 2024. In corso di traduzione in 40 Paesi, il romanzo, ispirato alla storia della sua bisnonna Anna Allavena, le è valso il Premio Bancarella e il premio Amo Questo Libro delle Librerie Giunti. Nello stesso anno Lotus Production, società facente parte di Leone Film Group, ne ha acquisito i diritti cinematografici.
Nel 2024 esce la sua opera seconda, Domani, domani. Entrambi i suoi romanzi sono nella top ten dei libri più venduti del 2024.

## Opere
- La portalettere, Milano, Editrice Nord, 2023
- Domani, domani, Milano, Editrice Nord, 2024